# The Nine Lives of a Cat
The Nine Lives of a Cat è un cortometraggio del 1907 diretto da J. Searle Dawley al suo debutto come regista. La fotografia è firmata da Edwin S. Porter.

## Produzione
Il film fu prodotto dall'Edison Manufacturing Company.

## Distribuzione
Distribuito dall'Edison Manufacturing Company, il film uscì nelle sale USA nel luglio 1907.